# 大山町
大山町（日语：／ Daisen chō */?）是位于日本鳥取縣西部的一個城鎮，其名稱源自中国地方最高峰的大山。當地主要產業為農業、畜產業、漁業和觀光業。

## 人口
| 大山町人口分布圖 |                                               |  |
| 大山町與日本全國年齡別人口分布比較圖 （2005年資料） | 大山町的年齡、男女別人口分布圖 （2005年資料） |  |
| ■紫色是大山町 ■綠色是全国 | ■藍色是男性 ■紅色是女性                       |  |
| 大山町人口變化 \| 1970年 \| 22,626人 \| \| \| 1975年 \| 22,180人 \| \| \| 1980年 \| 22,356人 \| \| \| 1985年 \| 22,225人 \| \| \| 1990年 \| 21,508人 \| \| \| 1995年 \| 20,563人 \| \| \| 2000年 \| 19,561人 \| \| \| 2005年 \| 18,897人 \| \| \| 2010年 \| 17,491人 \| \| \| 2015年 \| 16,470人 \| \| \| 2020年 \| 15,370人 \| \| |                                               |  |
| 資料來源：日本總務省統計中心提供之人口普查數據 |                                               |  |
| 1970年 | 22,626人                                      |  |
| 1975年 | 22,180人                                      |  |
| 1980年 | 22,356人                                      |  |
| 1985年 | 22,225人                                      |  |
| 1990年 | 21,508人                                      |  |
| 1995年 | 20,563人                                      |  |
| 2000年 | 19,561人                                      |  |
| 2005年 | 18,897人                                      |  |
| 2010年 | 17,491人                                      |  |
| 2015年 | 16,470人                                      |  |
| 2020年 | 15,370人                                      |  |

## 歷史

### 年表
- 1889年10月1日：實施町村制，現在的轄區在當時分屬：
  - 汗入郡：高麗村、所子村、大山村（日语：大山村 (鳥取県)）、御來屋村、名和村、庄內村、光德村、逢坂村。
  - 八橋郡：下中山村、上中山村。
- 1896年3月29日：
  - 汗入郡與會見郡合併為西伯郡。
  - 八橋郡與河村郡、久米郡合併為東伯郡。
- 1899年3月18日：御來屋村改制為御來屋町（日语：御来屋町）。
- 1954年4月1日：御來屋町、名和村、光德村、庄內村合併為名和町（日语：名和町）。
- 1955年4月1日：下中山村和上中山村合併為中山村。
- 1955年9月1日：所子村與高麗村的部分地區合併為大山町。
- 1955年11月3日：大山町和大山村合併為新設置的大山町。
- 1957年3月31日：逢坂村和中山村合併為中山町（日语：中山町 (鳥取県)）。
- 2005年3月28日：大山町、中山町和名和町合併為大山町。

### 變遷表
| 1889年10月1日 | 1889年 - 1926年        | 1926年 - 1954年     | 1955年 - 1988年           | 1955年 - 1988年           | 1989年 - 現在              |                            |
| ------------- | ---------------------- | ------------------- | ------------------------- | ------------------------- | -------------------------- | -------------------------- |
| 高麗村        | 高麗村                 | 高麗村              | 1955年9月1日 合併為淀江町 | 1955年9月1日 合併為淀江町 | 2005年3月31日 合併為米子市 | 2005年3月31日 合併為米子市 |
| 高麗村        | 高麗村                 | 高麗村              | 1955年9月1日 大山町       | 1955年11月3日 大山町      | 2005年3月28日 大山町       | 2005年3月28日 大山町       |
| 所子村        |                        |                     | 1955年9月1日 大山町       | 1955年11月3日 大山町      | 2005年3月28日 大山町       | 2005年3月28日 大山町       |
| 大山村        |                        |                     |                           | 1955年11月3日 大山町      | 2005年3月28日 大山町       | 2005年3月28日 大山町       |
| 御來屋村      | 1899年3月18日 御來屋町 | 1954年4月1日 名和町 | 1954年4月1日 名和町       | 1954年4月1日 名和町       | 2005年3月28日 大山町       | 2005年3月28日 大山町       |
| 名和村        |                        | 1954年4月1日 名和町 | 1954年4月1日 名和町       | 1954年4月1日 名和町       | 2005年3月28日 大山町       | 2005年3月28日 大山町       |
| 庄內村        |                        | 1954年4月1日 名和町 | 1954年4月1日 名和町       | 1954年4月1日 名和町       | 2005年3月28日 大山町       | 2005年3月28日 大山町       |
| 光德村        |                        | 1954年4月1日 名和町 | 1954年4月1日 名和町       | 1954年4月1日 名和町       | 2005年3月28日 大山町       | 2005年3月28日 大山町       |
| 逢坂村        | 逢坂村                 | 逢坂村              | 逢坂村                    | 1957年3月31日 中山町      | 2005年3月28日 大山町       | 2005年3月28日 大山町       |
| 下中山村      | 下中山村               | 下中山村            | 1955年4月1日 中山村       | 1957年3月31日 中山町      | 2005年3月28日 大山町       | 2005年3月28日 大山町       |
| 上中山村      |                        |                     | 1955年4月1日 中山村       | 1957年3月31日 中山町      | 2005年3月28日 大山町       | 2005年3月28日 大山町       |

## 交通

### 鐵路
- 西日本旅客鐵道
  - 山陰本線：（←琴浦町） - 中山口車站 - 下市車站 - 御來屋車站 - 名和車站 - 大山口車站 - （米子市→）

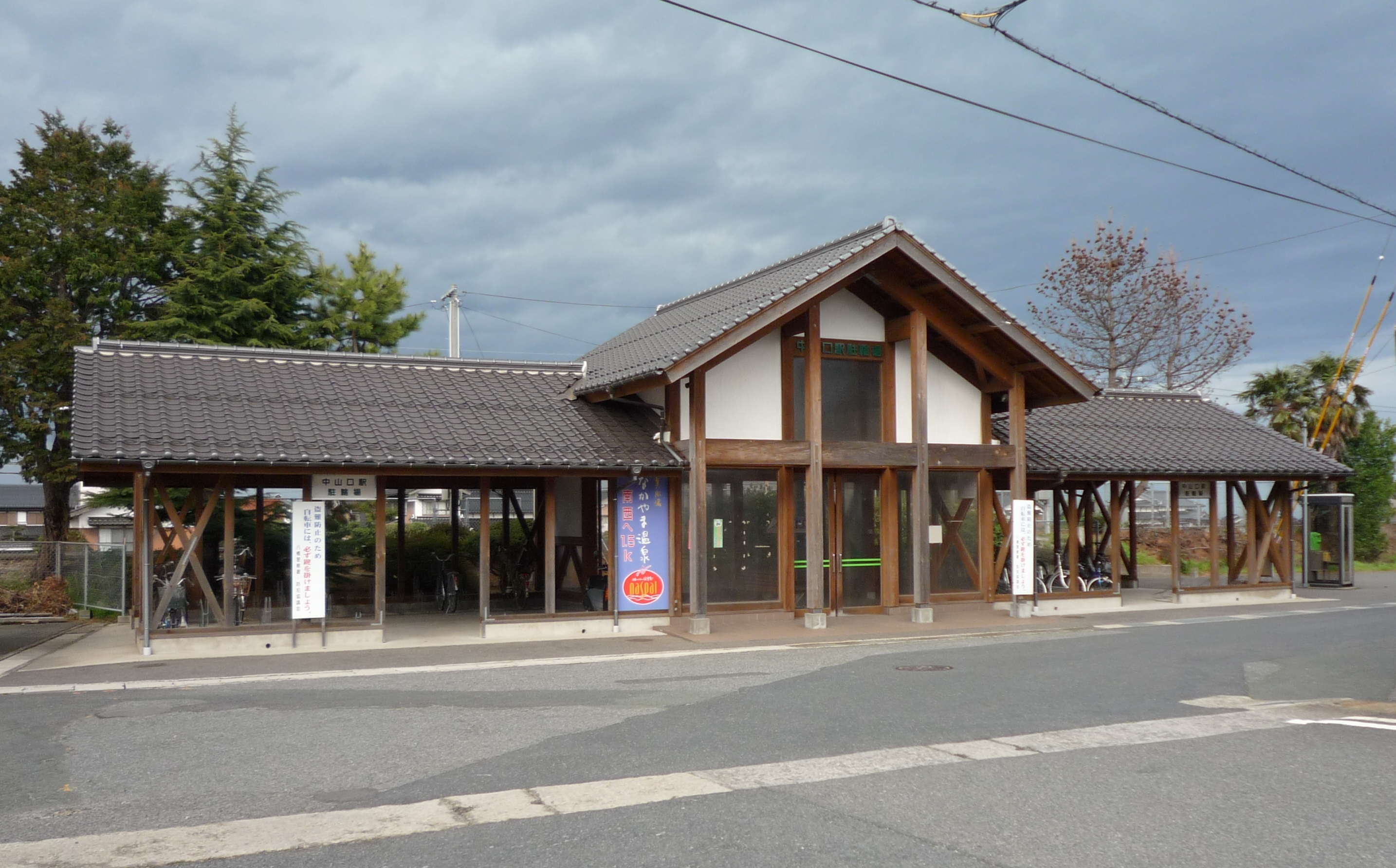
中山口車站
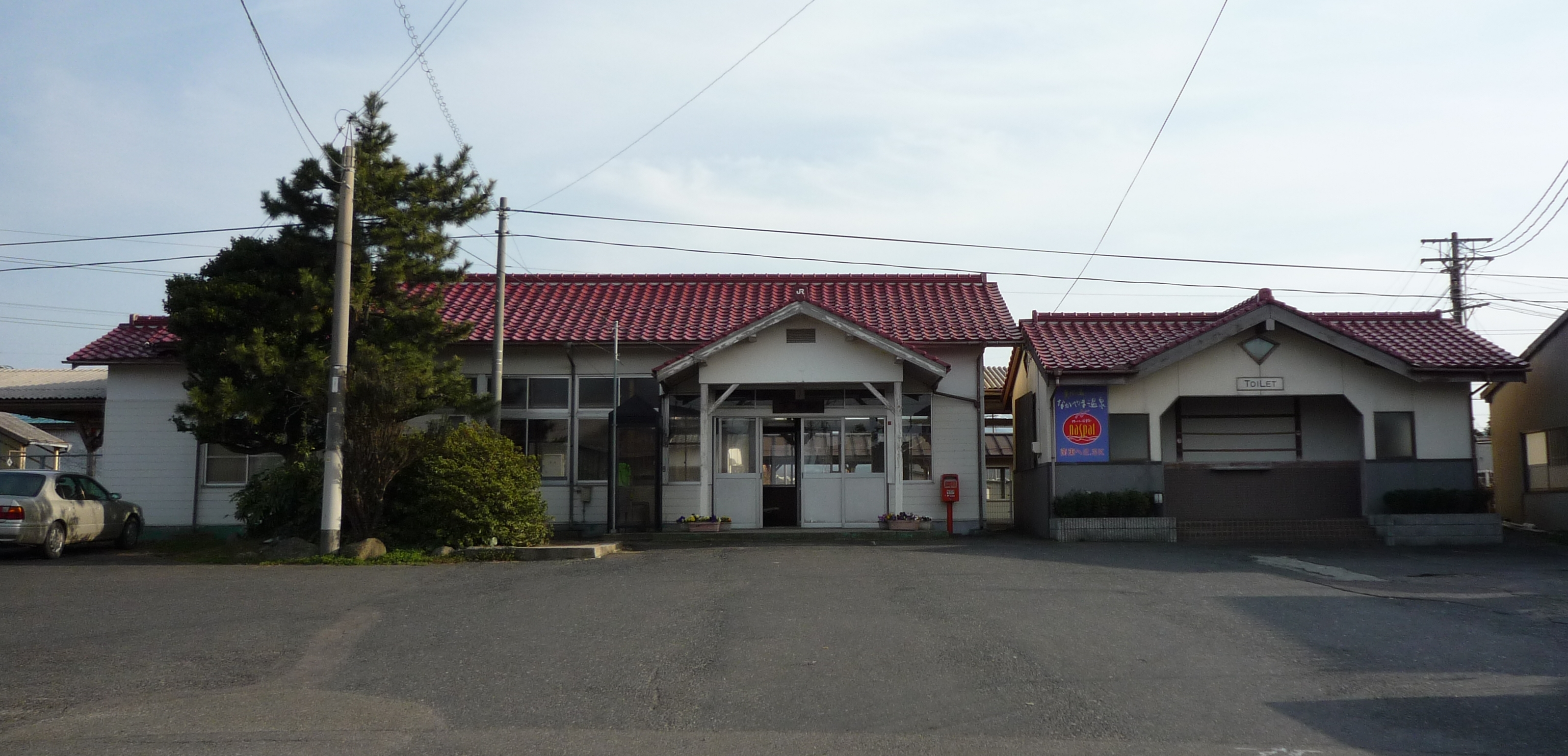
下市車站
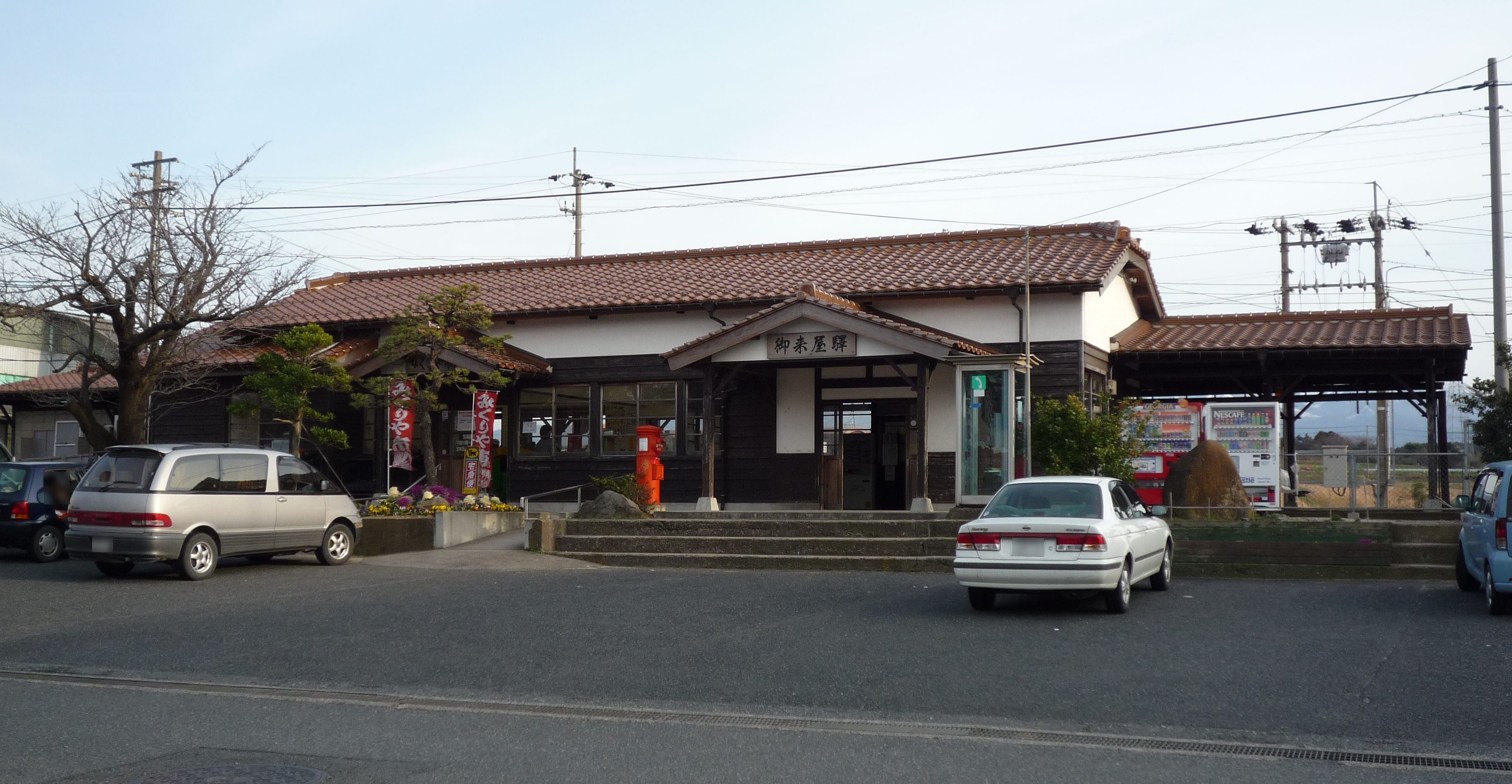
御來屋車站
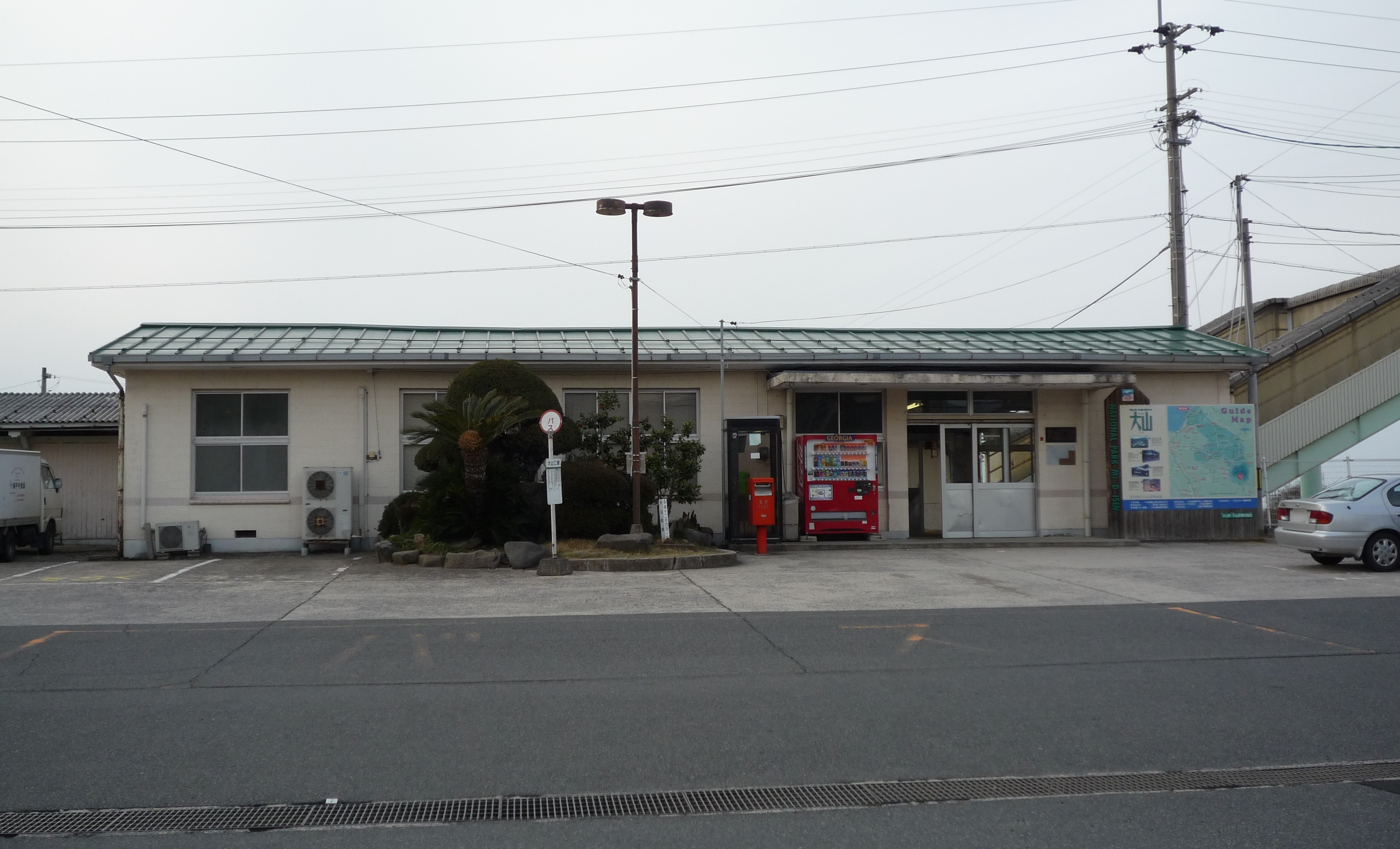
大山口車站

### 道路
高速道路
- 山陰自動車道：赤碕中山交流道 - 中山交流道（日语：中山インターチェンジ (鳥取県)）- 名和交流道（日语：名和インターチェンジ） - 大山交流道 - 淀江交流道（日语：淀江インターチェンジ）

## 觀光資源

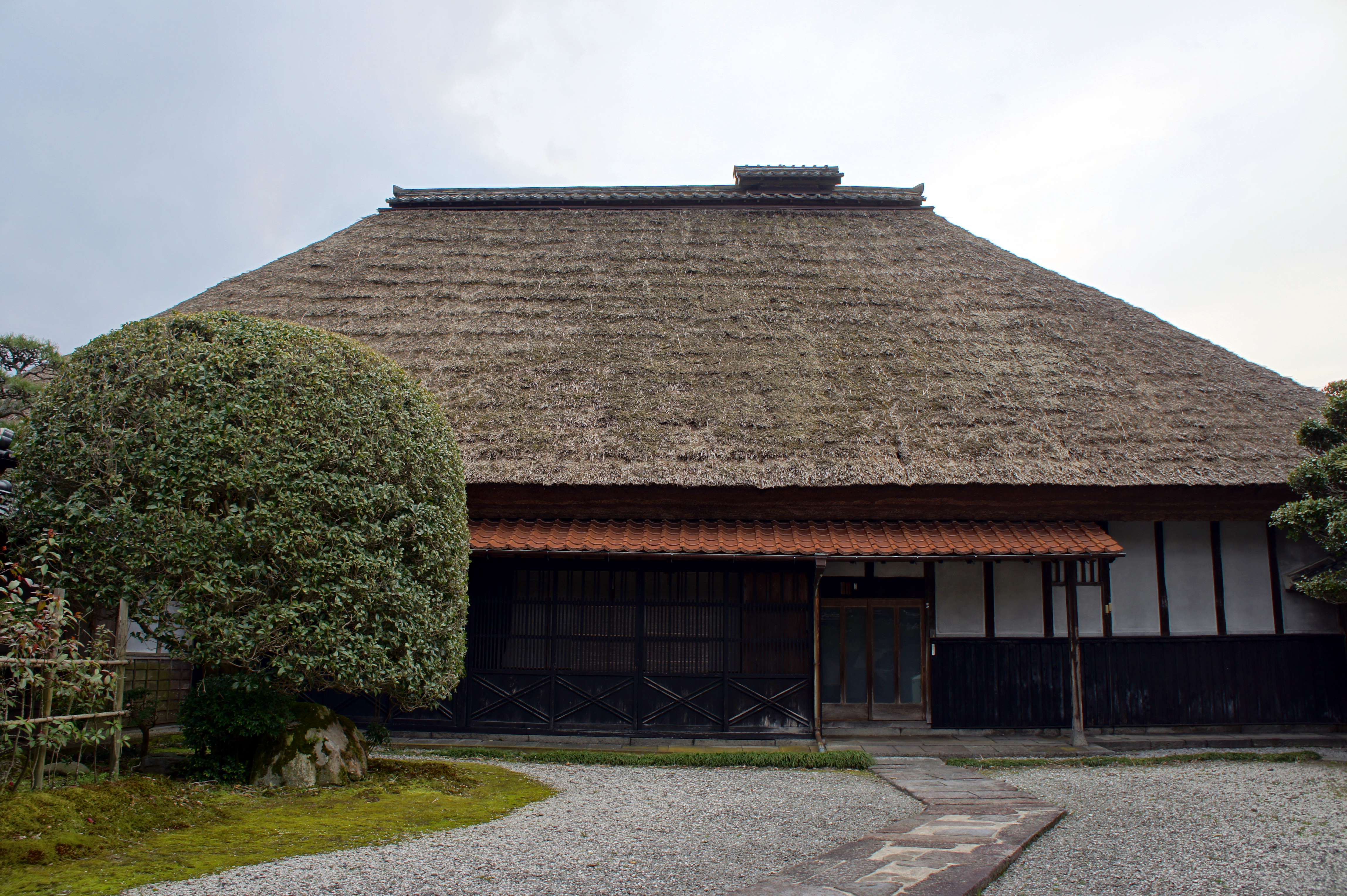
門脇家住宅

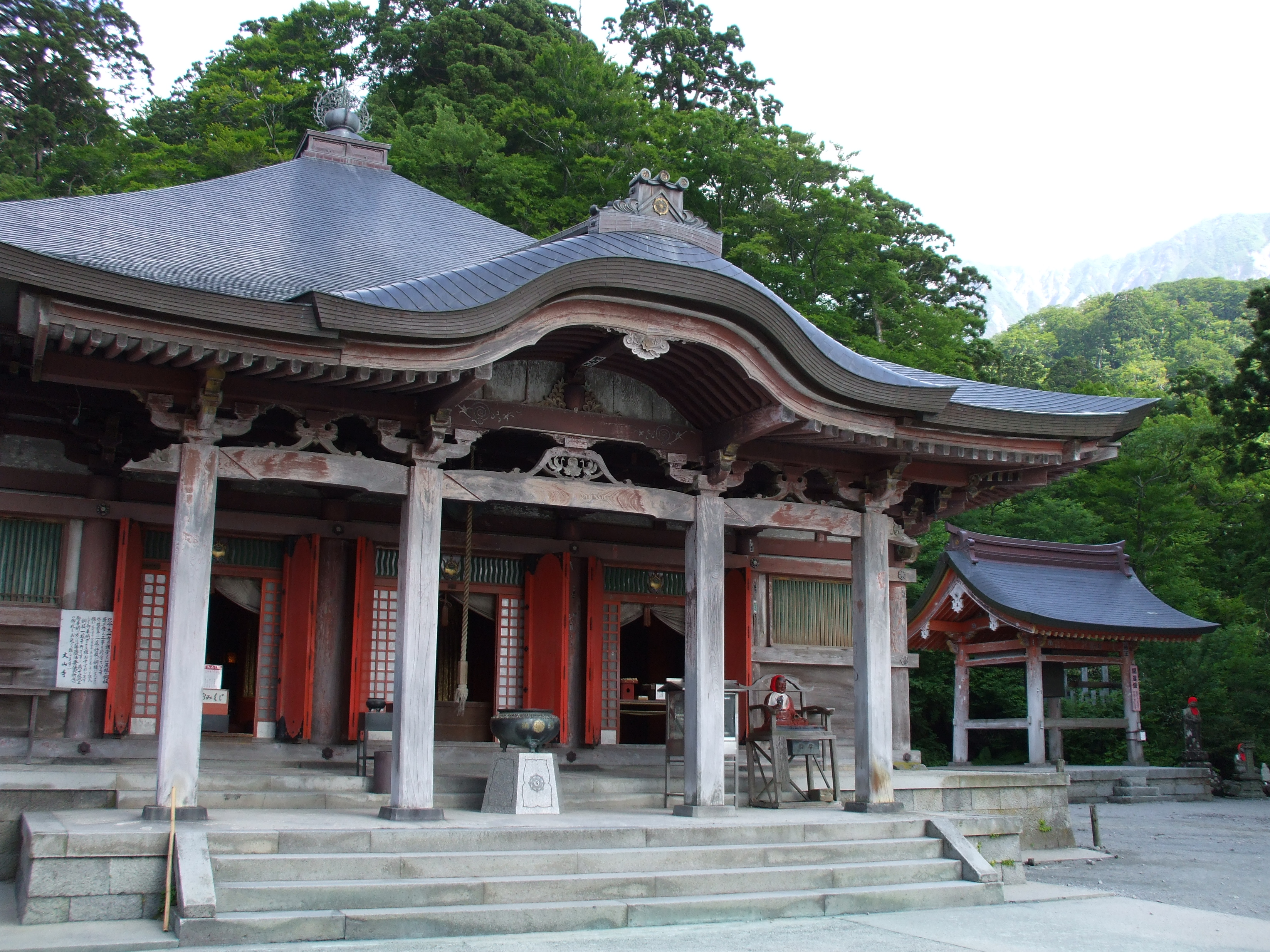
大山寺

- 大山隱岐國立公園
- 大山寺
- 大神山神社
- 門脇家住宅
- 妻木晩田遺跡

## 姊妹、友好都市

### 日本
- 嘉手納町（沖繩縣中頭郡）
- 伊予市（愛媛縣）
- 吳市（廣島縣）

### 海外
- 襄陽郡（韓國江原道）
- 德美古拉 （Temecula）（美國加州河濱郡）

## 本地出身之名人
- 角田晃一：賽馬訓練師
- 福留繁：大日本帝國海軍中將，曾任聯合艦隊參謀長
- 門脇卓爾：哲學家
- 門脇章太郎：企業家
- 名和長年：南北朝時代後醍醐天皇之武士
- 桂木龍：演歌歌手

## 外部連結
- （日語） 大山町觀光局（页面存档备份，存于）
- （日語） 大山王國-NPO法人大山中海觀光推進機構（页面存档备份，存于）
- （日語） 大山 旅遊觀光情報（页面存档备份，存于）
- （日語） 大山登山（页面存档备份，存于）